# Distrito de Los Cayos
El distrito de Los Cayos (en francés arrondissement des Cayes; y en criollo haitiano: awondisman Okay) es una división administrativa haitiana, que está situada en el departamento de Sur.

## División territorial
Está formado por el reagrupamiento de seis comunas:
- Camp-Perrin
- Chantal
- Isla de la Vaca
- Los Cayos
- Maniche
- Torbeck